# 聖巴巴拉 (米納斯吉拉斯州)

19°57′S 43°24′W / 19.950°S 43.400°W
聖巴巴拉（葡萄牙語：Santa Bárbara），是巴西的城鎮，位於該國東南部，由米納斯吉拉斯州負責管轄，始建於1704年12月4日，面積684平方公里，海拔高度732米，2010年人口27,876，人口密度每平方公里40.75人。